# Абидос (Хелеспонт)
Абидос (на старогръцки: Ἄβυδος, Abydos) е важен пристанищен град през древността на Хелеспонт в Мизия, Мала Азия. Разположен е на най-тясното место на Дарданелите на нос Нара бурну от азиатската страна на протока, днес на 5 km северно от Чанаккале.
Абидос е най-важният гръцки град на Хелеспонт. 
Основан е през първата половина на 7 век пр.н.е. като колония на Милетийците и от 514 или 496 пр.н.е. е персийски. През 480 пр.н.е. Ксеркс I построява там два плаващи моста над Хелеспонт от Азия към Европа.  През 411 пр.н.е. сключва съюз със Спарта. През 334 пр.н.е. Александър Велики минава от Сестос към Абидос. През 200 пр.н.е. Филип V Македонски обсажда и разрушава града. През 133 пр.н.е. градът става римски. По време на Източната римска империя градът е митническа станция, военноморска база и седалище на епископ. Митницата на Юстиниан I осигурява един от най-важните източници на приходи за византийската държава чрез налагане на вносни и износни мита върху корабоплаването до и от Константинопол.
В гръцката митология Херо и Леандър произлизат от Сестос и Абидос. Днес съществуват малки останки от Абидос.